# Ботанічний сад Коїмбрського університету
Ботанічний сад Коїмбрського університету (порт. Jardim Botânico da Universidade de Coimbra) — ботанічний сад у місті Коїмбра (Португалія). Член BGCI і Іберо-Макаронезийскої асоціації ботанічних садів. Міжнародний ідентифікаційний код COI. Сад підпорядкований кафедрі ботаніки факультету науки і технології Коїмбрського університету.

## Історія
Перша спроба створити ботанічний сад в Коїмбрі була у 1731 році — Якоб де Кастро Сарменто підготував проект ботанічного саду, взявши за зразок сад Челсі в Лондоні.
Але тільки у 1772 році в результаті реформ в університеті, які проводив маркіз Помбал, ботанічний сад був заснований в рамках «Музею природної історії». Проект Сарменто був доповнений і у 1774 почалися роботи у саду.
Першим керівником ботанічного саду був Домінгос ВанДеллен, у 1791 році його змінив Авелар Бротеро, професор ботаніки та сільського господарства. У 1809 році ботанічний сад був збільшений. У 1873 році керівником був призначений менеджер Жуліо Енрікес. Він підсилює обмін рослинами з садами Португалії, Азорських островів, Європи та садами в інших частинах світу, особливо в Австралії. Жуліо Енрікесу вдалося отримати насіння хінного дерева від ботанічного саду Бюйтензорг на острові Ява, що мало велике значення у той час, коли малярія нищила населення в Португалії та в її заморських територіях. Енрікес був першим, хто заговорив в Португалії про роботи Чарльза Дарвіна. Ботанік Луїс Каріссо, якій з 1918 по 1937 рік керував ботанічним садом, збагатив його африканськими екзотичними рослинами, більшість яких з Анголи.

## Колекція
Ботанічний сад, якій вважається одним з найчарівніших у Європі, займає 13,5 гектарів. Сад має дві частини:
- перша частина, розташована у верхній частині долини, є, власне, ботанічним садом і розділена на тераси. Нижня тераса, відома як Центральна площа, оформлена у стилі європейських садів 18 століття. Тут можна побачити деякі дерева, посаджені ще у часи Бротеро, у тому числі криптомерію японську, Cunninghamia sinensis, Erythrina crista-galli;
- друга частина саду — це дендропарк площею 9 га, який включає колекцію однодольних, чудовий бамбуковий ліс, колекцію евкаліптів (51 вид),  екзотичні дерева, у тому числі Ficus macrophylla.

Найбільші колекції ботанічного саду: тропічні рослини, нарциси, рястка, сукуленти, хвойні, систематична колекція, декоративні рослини, миртові, бобові, сапіндові, розоцвіті.
Крім ботанічного саду кафедра ботаніки університету включає в себе бібліотеку на 125 тисяч томів, гербарій, музей та лабораторії.

## Галерея

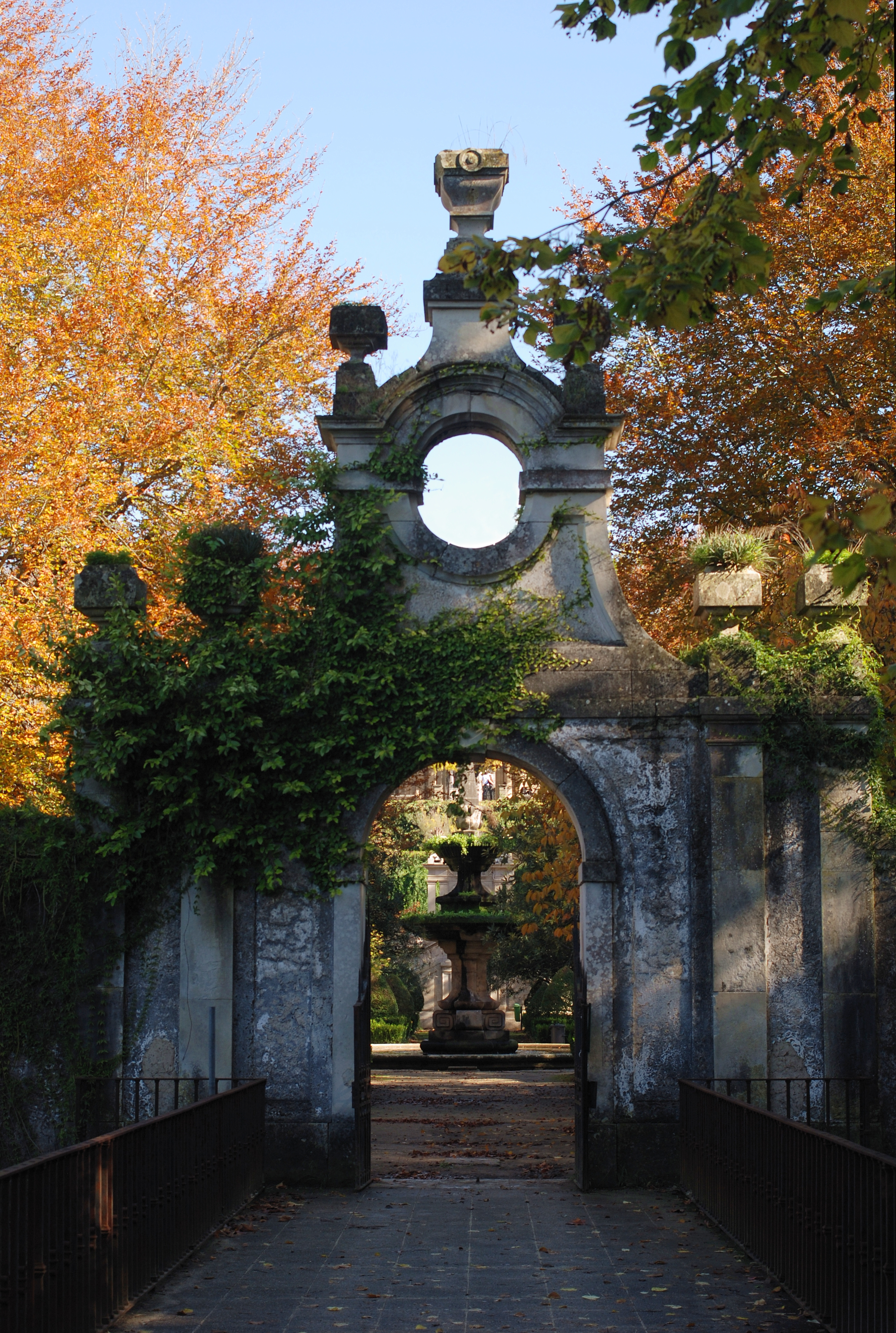
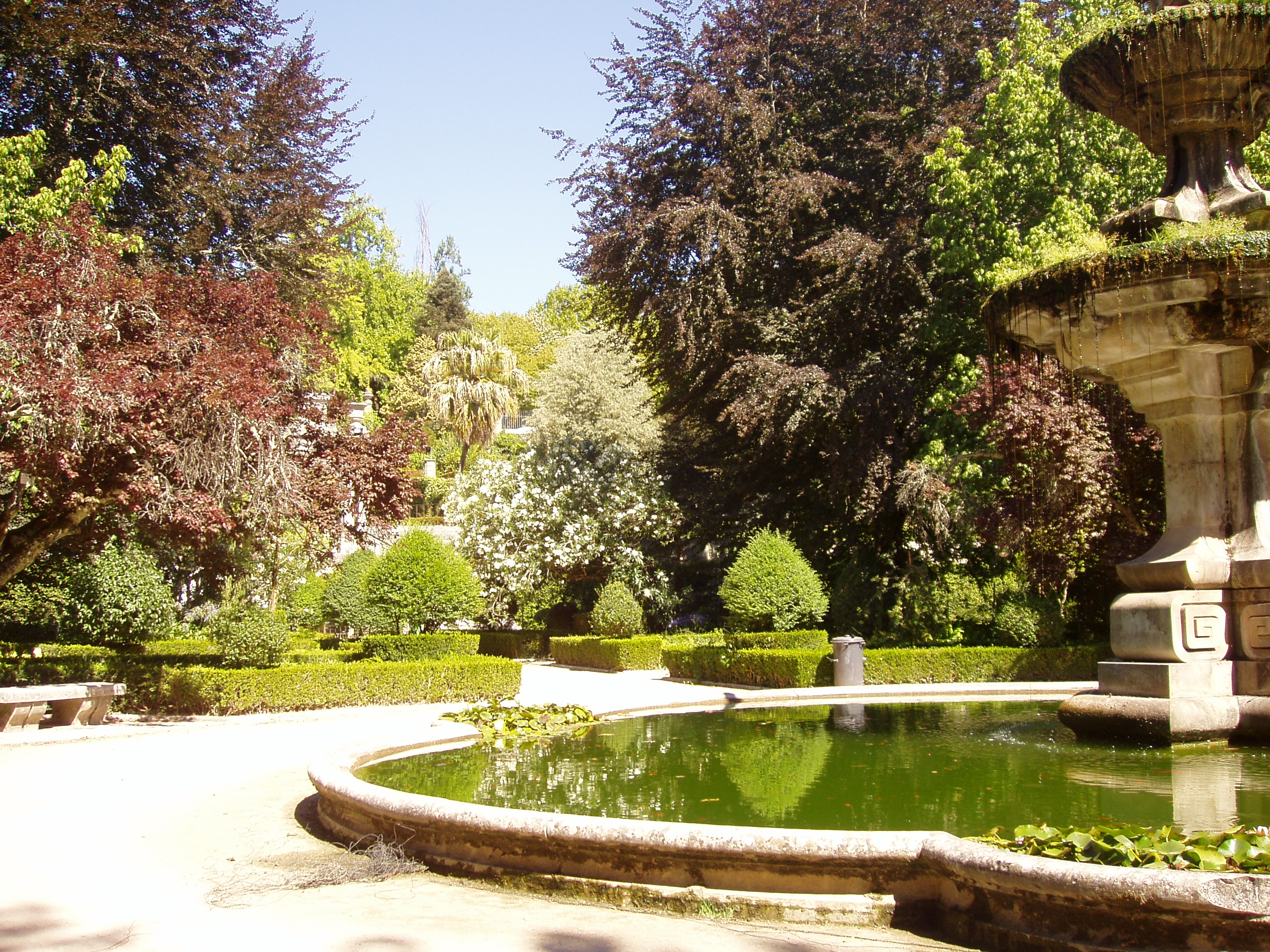
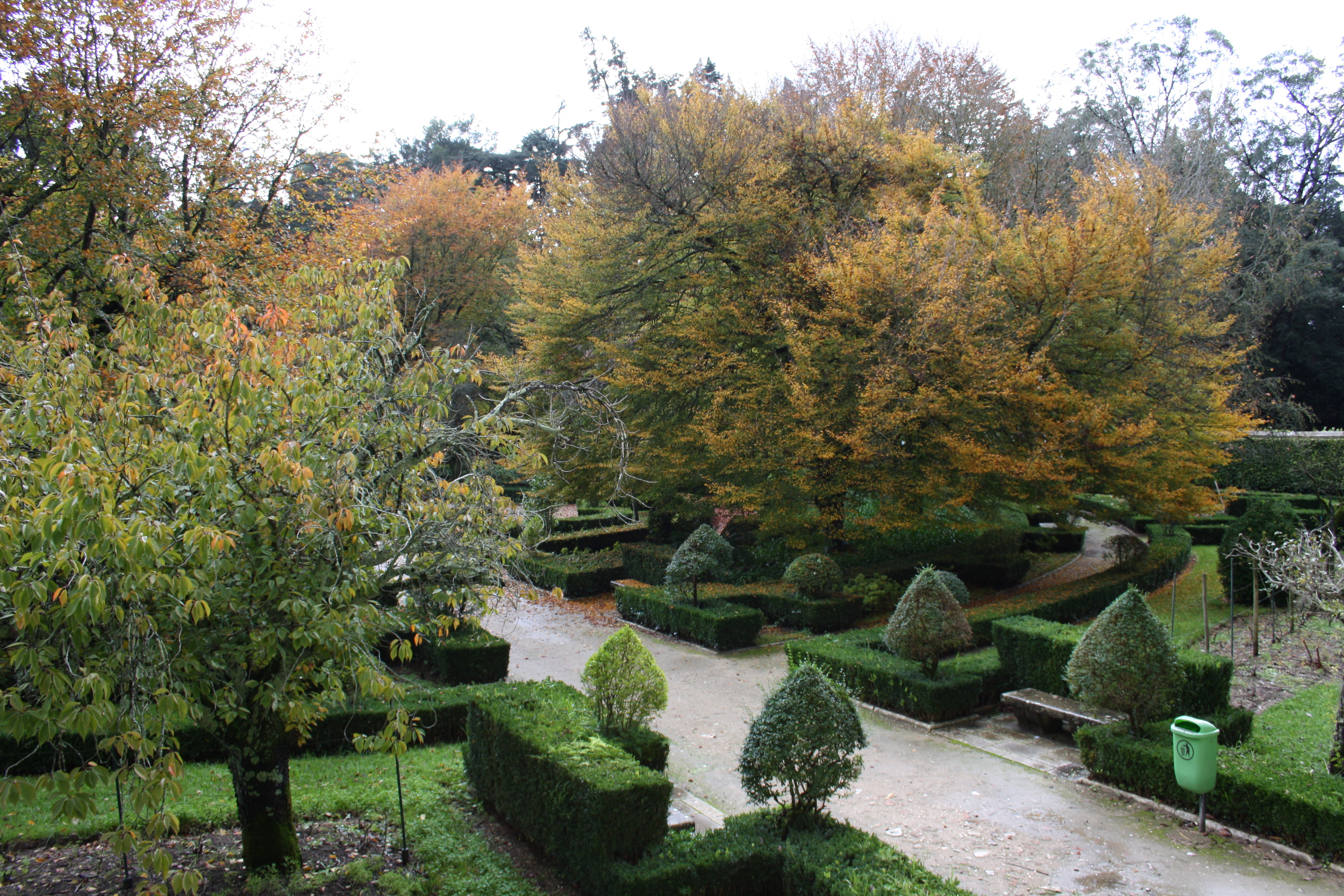
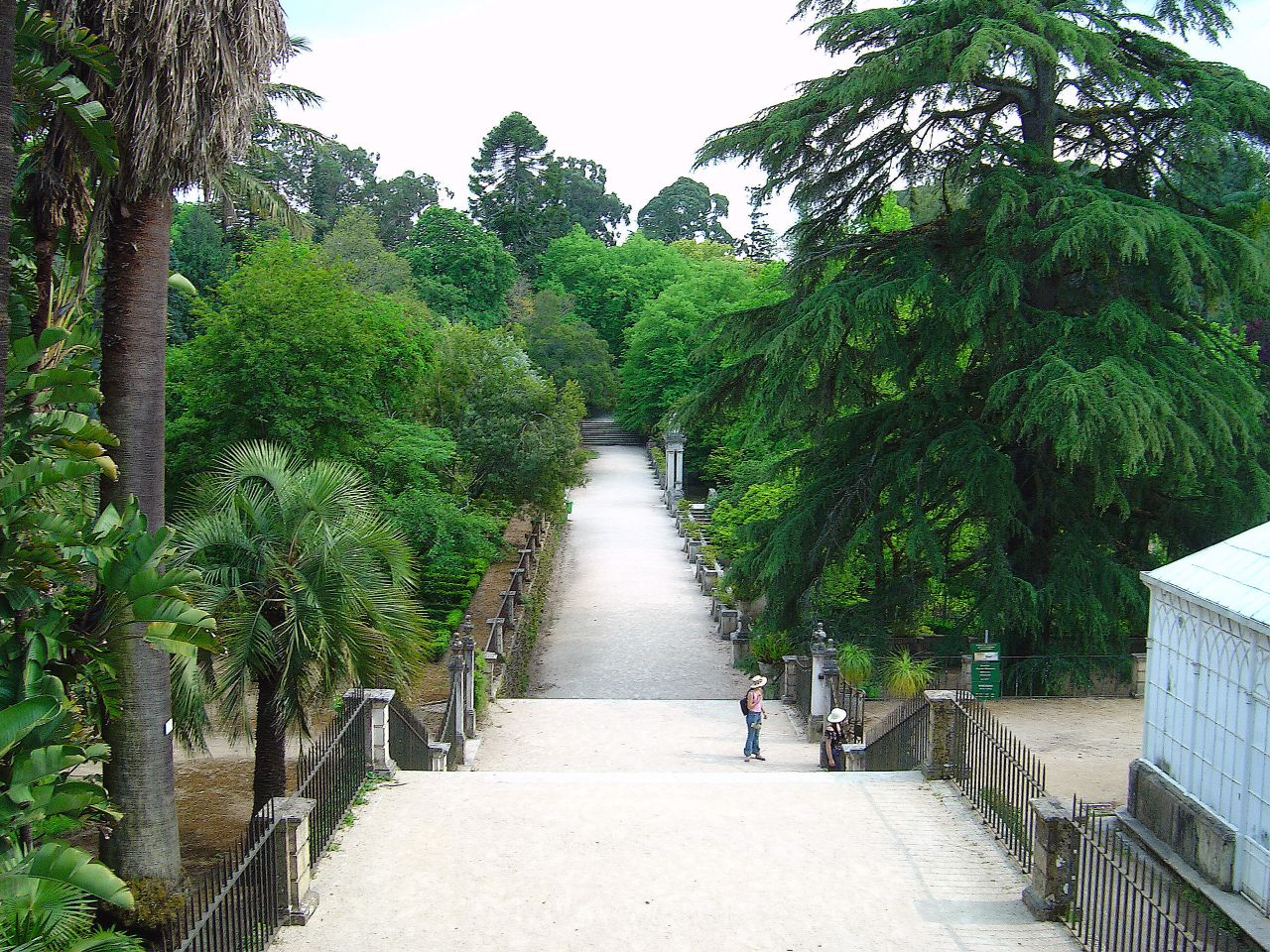
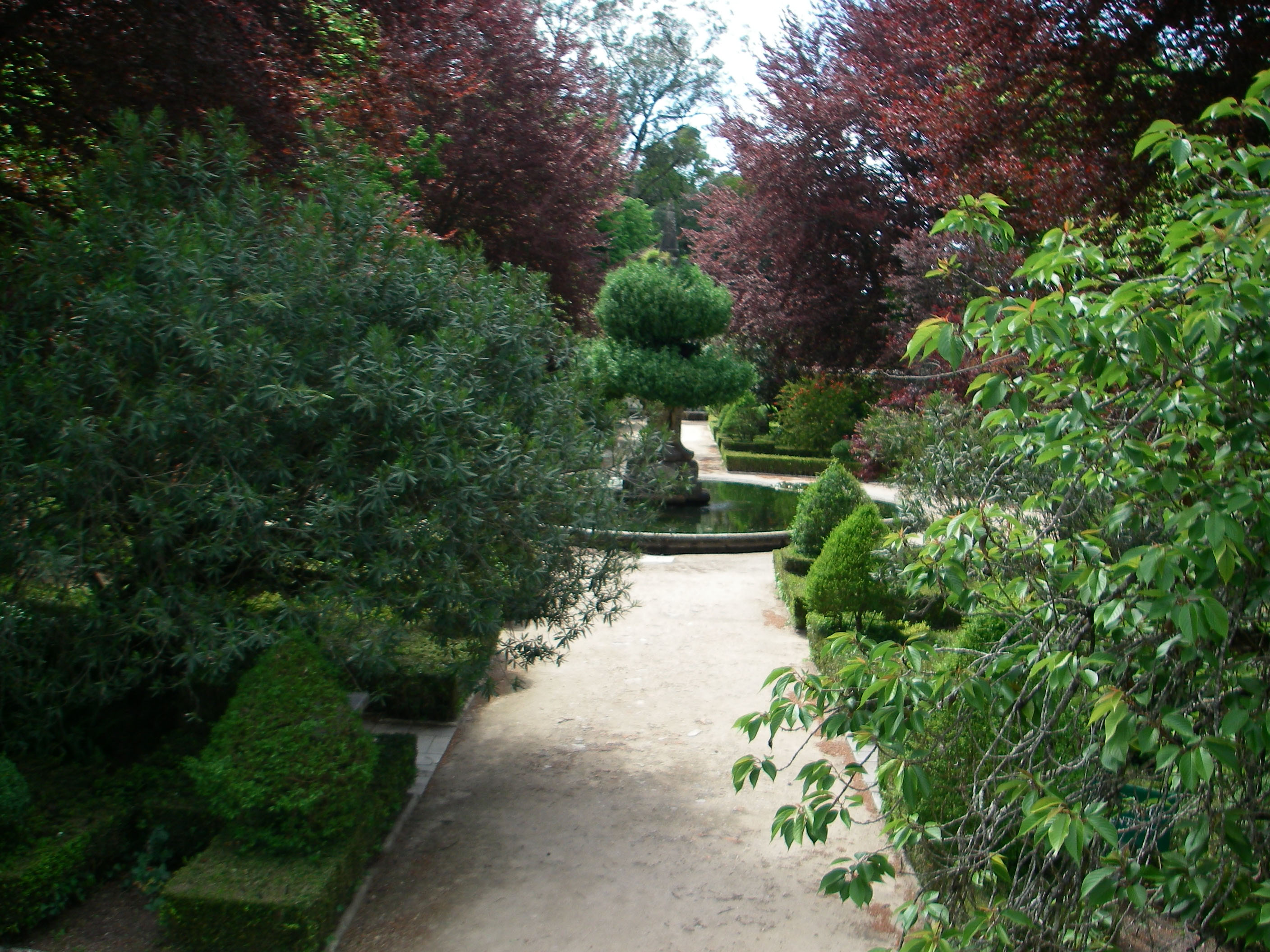
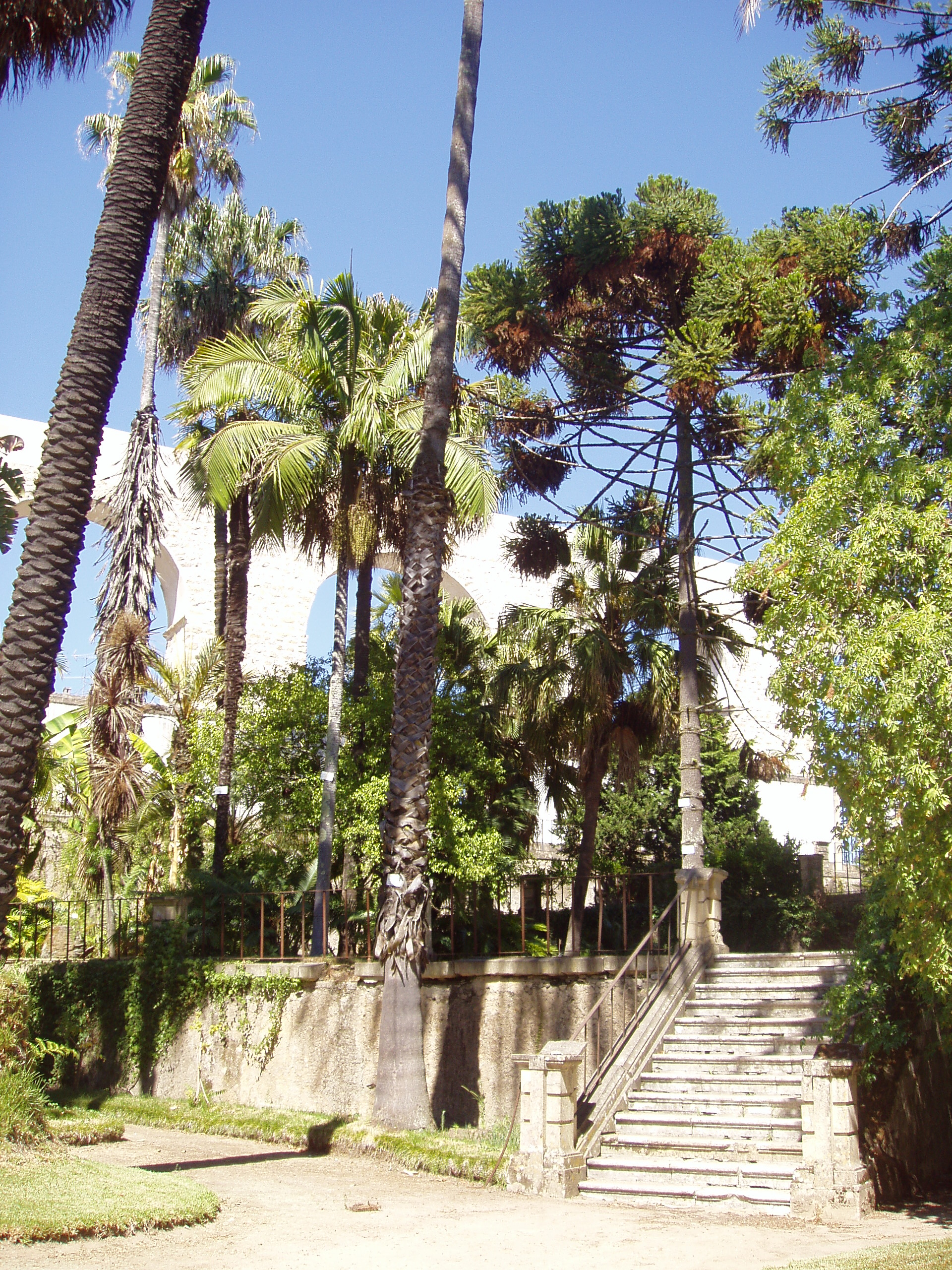
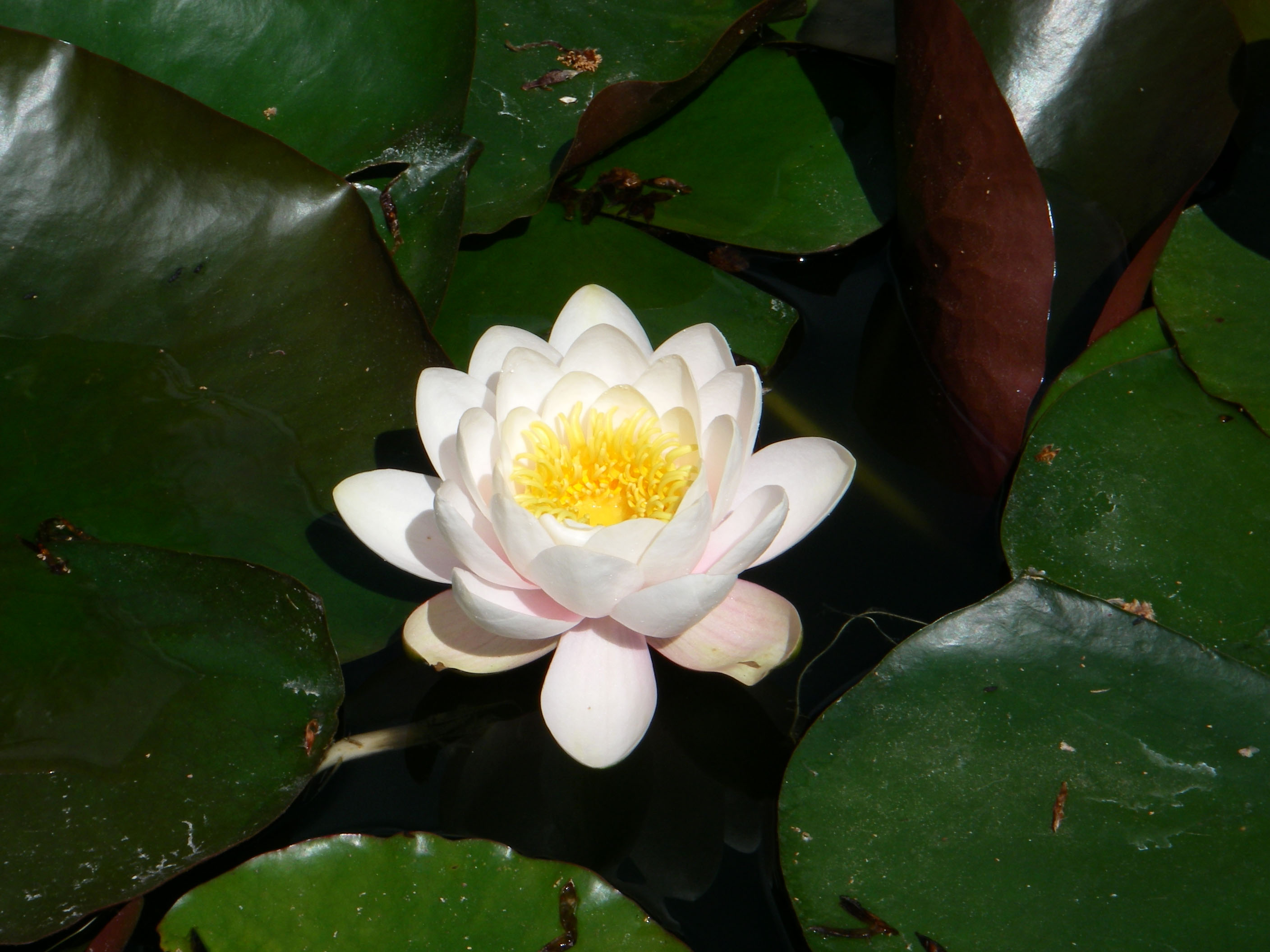
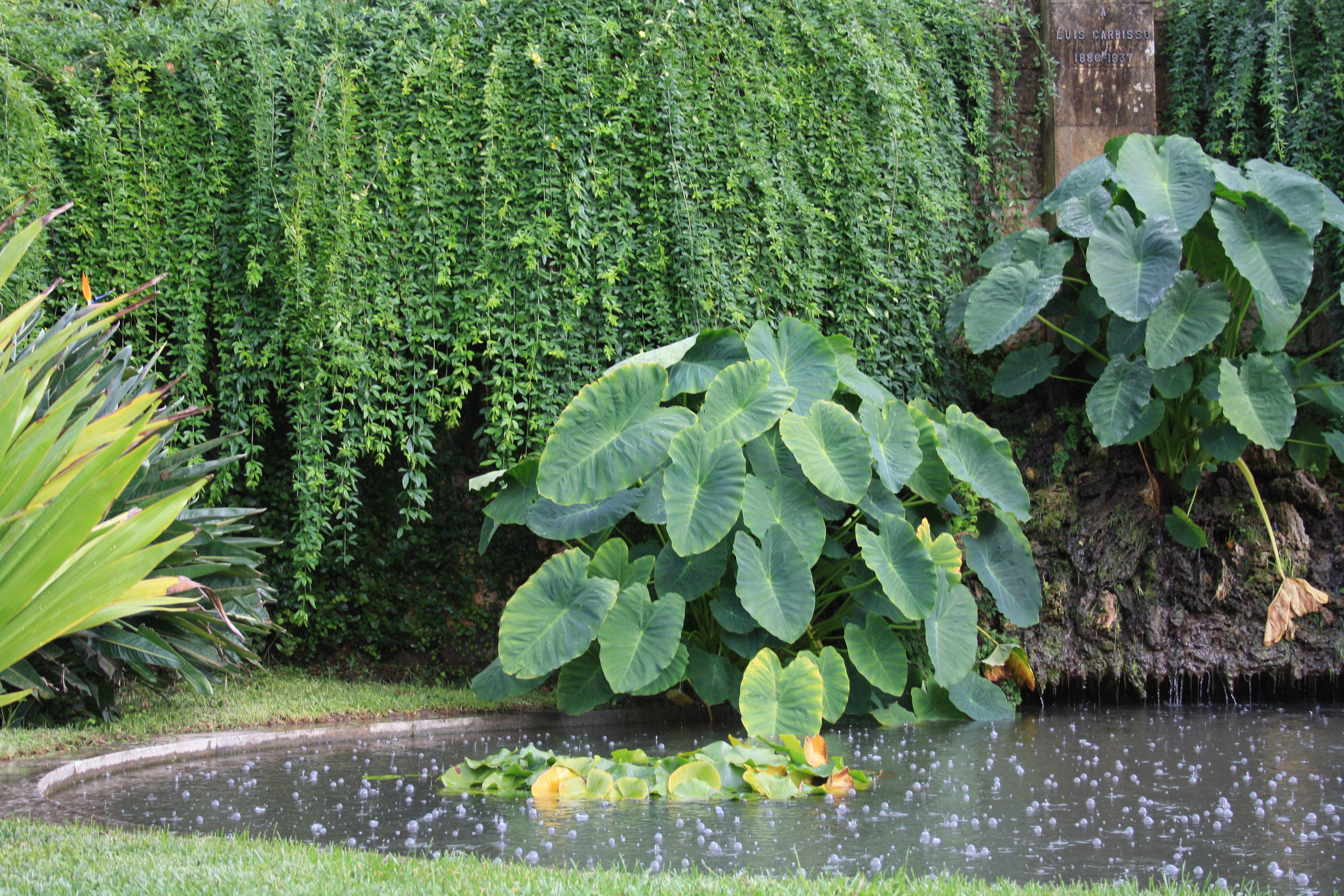